# فنگ جینگ
فنگ جینگ (به انگلیسی: Feng Jing) ژیمناست زادهٔ ۱۵ ژانویهٔ ۱۹۸۵ میلادی اهل کشور چین است.